# HE-AAC
HE-AAC (High-Efficiency Advanced Audio Coding) は、オーディオの圧縮符号化の国際標準化方式であるMPEG-4 AACの拡張仕様であり、MPEG-4 Audio (ISO/IEC 14496-3)においてAACバージョン3として標準化された。HE-AAC が2003年に、HE-AAC v2 が2006年に制定された。MPEG-4 AAC Plus SBRや、Coding Technologiesの登録商標であるaacPlus、AAC+などの名称でも呼ばれている。

## 概要
HE-AAC では、Coding Technologiesがmp3PROで採用している Spectral Band Replication（SBR）技術をAACに組み込むことにより、再生帯域を拡大して主に低ビットレート(128kbps以下)での周波数特性(圧縮効率)を大幅に向上させている。
HE-AAC v2 では、さらなる低ビットレート (48kbps以下)で周波数特性を改善している。aacPlus v2 や eAAC+ といった商標名で呼ばれることもある。
iTunes 9以降、Winamp、XMedia Recodeなどで無料でエンコードが可能である。また『着うたフル』に使用されているコーデックとしても有名。オープンソースのライブラリとしては libaacplus がある。

## 技術
HE-AAC v1 では、そのレートより若干低いAAC音声データに SBR と呼ばれる部分を追加して記録している。工程は、はじめに高周波数部分において、圧縮後のサンプリングレートで失われる周波数以上を抜き出す。このとき、エンコード部分に収まる部分との関連性を調べ、SBR部分(44100 Hz)の情報として圧縮する。その後、低サンプリングレート(22050 Hz)で通常通りAACとして圧縮を行う｡ そして、この２つのデータをセットにして記録する｡ デコードする時にはまず、AACをデコードした上で、SBRを使い高音域を予測して生成したデータを合成し、再生を行う｡
低、中周波数部分を記録するAAC部分のサンプリングレートを44100Hzから22050Hzへダウンコンバートさせるためビットレート、容量を減らすことができる。
HE-AAC v2 では、v1 にパラメトリックステレオを追加している。

## 互換性
HE-AACのデータは、ベースとなるAAC部分に、拡張データであるSBR部分を上乗せする形で符号化されるため、従来のAACしか再生できないプレイヤーでも、音質は劣るもののAAC部分だけを再生できる、という特徴がある。しかし、AACのみがデコードされる場合のサンプルレートは22050Hzとなる。

## 音質
高音域の成分が複雑に入っている音は高音域の歪みが目立ちにくいが、高音域の成分がある程度単調な音では歪んでいるように聞こえる（これはSBRの特徴であり、ビットレートを上げてもそれほど改善しない）。したがって、高音域が複雑で再生可聴帯域があまり広くないJ-POPや演歌を含む歌謡曲、ハードロック、トランス (音楽)などに向いているが、一方で高音域が単調で再生可聴帯域が広くなりやすいジャズやクラシック音楽などには不向きである。
AAC部分のサンプルレートはもともと22050Hzであるため軽快さ、滑らかさ、細やかさなどに欠ける。

## 種類
HE-AACにもいくつかの種類が存在する。しかし、1バイトを除いてほぼ同一であるので、機能に差はない。
ただし、下位互換であるAAC形式のコンテナにはiTunesなどで使用される拡張子がM4Aのものと、Winampなどで使用される拡張子がAACのもの（特にAACPlusと呼ばれる）に互換性がないため注意が必要である。
このため両者の拡張子のみを書き換えても正常に読み込みできないことがある。（特にAACのファイルはau Music Portでは読み込めない）
他にMP4フォーマット（拡張子MP4・3GP）が使用されることがあり、アプリケーションやデバイスによって対応状況が異なる。
MPEG-2 Audio AAC Bandwidth (MPEG-2 HE-AAC)MPEG-2の構造・用途を用いたHE-AAC。SD-Audio及びモバHO!に使われている(AAC+SBRという名で呼ばれている)
MPEG-4 Audio AAC Bandwidth (MPEG-4 HE-AAC)MPEG-4の構造・用途を用いたHE-AAC。現在あるものはほとんどこちらの規格。

## HE-AAC v2
HE-AAC v1 にパラメトリックステレオを利用した音質改善を施したものが MPEG-4 High Efficiency AAC v2 profile (HE-AAC v2) である。高ビットレートでの音質改善はないが、48kbps 以下の低ビットレートで周波数特性が改善する。

## 特許
v1 はフィリップス、ドルビー、ノキアが特許を持っていて、利用には特許プールとの契約が必要。v2 は v1 に加えて、フィリップス、ドルビーが特許を持っていて、特許プールに加えてドルビーとの特許契約が必要。

## 利用例
- Adobe Flash Player 9 以降 - HE-AAC v2 対応
- HTML5
- 音楽配信
  - 着うた ※ごく一部
  - 着うたフル
  - au LISTEN MOBILE SERVICE（LISMO）
  - Apple Music ※「オーディオの品質」の設定で「高効率」を選択すると利用可能。
- SD-Audio　※パソコンソフトSD-JukeboxやSDオーディオ機器ではAAC+SBRと呼ばれている。一部のNTTdocomoのPシリーズ（パナソニック製）とNシリーズ（NEC製）、およびLシリーズ（LG製）のSDオーディオ対応携帯電話での再生に対応
- テレビ放送
  - ワンセグ
  - モバHO!
- インターネットラジオ
  - radiko
  - NHKネットラジオ らじる★らじる
- デジタルオーディオプレーヤー - ウォークマン、iPod nano（第5世代以降）、iPod shuffle（第3世代[3] のみ[4]）など
- スマートフォン - Android, iOS など

## 参照
1. 1 2 3  MPEG-4 HE-AAC v2 - EBU TECHNICAL REVIEW – January 2006
2. ↑  HE-AAC+ Codec as Shared Library - tipok.org.ua
3. ↑  アップル - iPod shuffle - 仕様 - ウェイバックマシン（2010年8月25日アーカイブ分）
4. ↑  Apple - iPod - あなたにぴったりのiPodは？ 2014年10月16日閲覧